# Бейкер, Саймон
Са́ймон Лу́кас Бе́йкер (англ. Simon Lucas Baker; род. 30 июля 1969, Лонсестон, Тасмания), также известный как Саймон Де́нни (англ. Simon Denny) — австралийский актёр и режиссёр. Наиболее известен по роли Патрика Джейна в сериале «Менталист» и Кристиана Томпсона в фильме «Дьявол носит Prada». Двукратный номинант на премию «Золотой глобус», номинант на премию Гильдии киноактёров США и «Эмми».

## Биография
Саймон Бейкер родился в австралийском Лонсестоне в семье Элизабет Лаббертон, школьной учительницы английского языка, и Барри Бейкера, садовника и механика. У актёра есть старшая сестра, а также два сводных брата и сводная сестра.
Когда Саймону было девять месяцев, семья переехала на Новую Гвинею. Вскоре после этого родители Бейкера развелись, и мать снова вышла замуж — за Тома Денни. Несмотря на то, что отец продолжал общаться с Саймоном, до совершеннолетия будущий актёр знал его как друга семьи «дядю Барри».
Детство и юность Бейкер провел в Сиднее и прибрежной деревне Леннокс Хэд в австралийском штате Новый Южный Уэльс. Там Саймон пристрастился к серфингу, которым увлекается до сих пор.
Первой ролью Бейкера стала роль в рекламе: Саймон пришел на прослушивание за компанию с другом, и ему предложили поучаствовать в пробах. В конце 1980-х годов Бейкер начал появляться на австралийском телевидении. Он снялся в музыкальном клипе на песню «Read My Lips» Мелиссы Ткауц (Melissa Tkautz) и в музыкальном видео «Love You Right» популярного австралийского трио «Euphoria» в 1991 году, пока не попал в снискавший успех сериал «Дома и в пути» (Home and Away) на роль Джеймса Хили, в мыльную оперу «E Street» и сериал «Школа разбитых сердец» (Heartbreak High).
В середине 1990-х Бейкер перебрался в США, где начал работу под фамилией своего отчима — Денни. Он прошёл кастинг на небольшую роль Мэтта Рейнолдса в оскароносном триллере Кёртиса Хэнсона «Секреты Лос-Анджелеса», благодаря успеху которого актёра заметили и стали чаще приглашать в новые проекты.

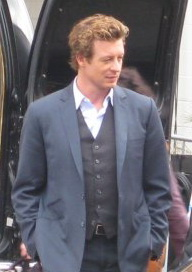
Саймон Бейкер на съёмках «Менталиста» в марте 2009 года.

В 2000 году Саймон сыграл астронавта Чипа в фантастическом фильме Энтони Хоффмана «Красная планета» вместе с Вэлом Килмером, Кэрри-Энн Мосс и Бенджамином Брэттом. Также он снялся в драме Чарльза Шайера «История с ожерельем».
В 2001—2004 годах Саймон играл главную роль в телесериале «Защитник», за которую в 2002 году был номинирован на премию «Золотой глобус». Бейкер также снимался в фильме ужасов Джорджа А. Ромеро «Земля мёртвых», в комедии Алана Брауна «Книга любви» (Book of Love), а также в мелодраме «Что-то новенькое» (Something New). Вместе с Вайноной Райдер он сыграл одну из двух главных ролей в комедии «Секс и 101 смерть».
Позднее Бейкер получил роль Джеффа Брина в телевизионном мини-сериале «Воры экстра-класса» (Smith), и благодаря успешной игре в сериале был выбран на роль Кристиана Томпсона в фильме Дэвида Френкела «Дьявол носит „Prada“» в 2006 году.
В 2008 году на канале CBS начался показ сериала «Менталист», где актёр сыграл главную роль —— Патрика Джейна (Patrick Jane), чрезвычайно умного и наблюдательного детектива. За эту роль Бейкер был номинирован на премии «Эмми» и «Золотой глобус» в 2009 году. Также он, начиная с третьего сезона, стал режиссировать по одному эпизоду в каждом новом сезоне, а с пятого вошёл в продюсерский состав. Всего было снято 7 сезонов сериала.
В 2003 году Бейкер выиграл австралийский приз как Мужественная Персона Телевидения на ежегодной телевизионной премии «Fugly Awards».
В феврале 2013 года Саймон Бейкер получил звезду на Голливудской «Аллее славы». Её номер — 6352.

## Личная жизнь
Саймон был воспитан в духе католицизма, однако считает себя агностиком.
С 1998 по 2020 год Саймон был женат на австралийской актрисе Ребекке Ригг. У бывших супругов есть трое детей: Стелла (род. 1993), Клод (род. 1998) и Гарри (род. 2001).

## Реклама
С 2012 года Саймон Бейкер является «послом элегантности» швейцарской марки часов Longines.
С 2013 года Саймон Бейкер является лицом аромата Givenchy — Gentlemen Only.

## Избранная фильмография

### Актёр
| Год       |   | Русское название               | Оригинальное название             | Роль                   |
| --------- | - | ------------------------------ | --------------------------------- | ---------------------- |
| 1993      | ф | E Street                       | E Street                          | Сэм                    |
| 1997      | ф | Секреты Лос-Анджелеса          | L.A. Confidential                 | Мэтт Рейнолдс          |
| 1997      | ф | Особо опасный преступник       | Most Wanted                       | Стивен Барнс           |
| 1998      | ф | Поцелуй Иуды                   | Juda Kiss                         | Джуниор Армстронг      |
| 1999      | ф | Погоня с дьяволом              | Ride with the Devil               | Джордж Клайд           |
| 2000      | ф | Красная планета                | Red Planet                        | Чип Петтенгилл         |
| 2000      | ф | Секс, наркотики и Сансет Стрип | Sunset Strip                      | Майкл Скотт            |
| 2001      | ф | История с ожерельем            | The Affair of the Necklace        | Рето де Вийетт         |
| 2001—2004 | с | Защитник                       | The Guardian                      | Ник Фэллин             |
| 2004      | ф | Анатомия страсти               | Book of Love                      | Дэвид Уокер            |
| 2005      | ф | Звонок 2                       | The Ring Two                      | Макс Рурк              |
| 2005      | ф | Земля мёртвых                  | Land of the Dead                  | Райли                  |
| 2006      | ф | Дьявол носит Prada             | The Devil Wears Prada             | Кристиан Томпсон       |
| 2006      | ф | Что-то новенькое               | Something New                     | Брайан                 |
| 2006—2007 | с | Воры Экстра класса             | Smith                             | Джефф Брин             |
| 2007      | ф | Секс и 101 смерть              | Sex and Death 101                 | Родерик Блэнк          |
| 2008—2015 | с | Менталист                      | The Mentalist                     | Патрик Джейн           |
| 2008      | ф | Исчезновение                   | Not Forgotten                     | Джек Бишоп             |
| 2009      | ф | Жилец                          | The Lodger                        | Малкольм Слэйт         |
| 2009      | ф | Женщины в беде                 | Women in Trouble                  | Трэвис Макферсон       |
| 2010      | ф | Убийца внутри меня             | The Killer Inside Me              | Ховард Хендрикс        |
| 2011      | ф | Предел риска                   | Margin Call                       | Джаред Коэн            |
| 2013      | ф | Даю год                        | I Give It a Year                  | Гай                    |
| 2017      | ф | Дыхание                        | Breath                            | Билл «Сандо» Сандерсон |
| 2018      | ф | Лучший день моей жизни         | Here and Now                      | Ник                    |
| 2023      | ф | Лимб                           | Limbo                             | Трэвис Хёрли           |
| 2024      | с | Мальчик поглощает вселенную    | Boy Swallows Universe             | Роберт Белл            |
| 2025      | с | Узкая дорога на дальний север  | The Narrow Road to the Deep North | Кит Малвэни            |
| 2026      | ф | Дьявол носит Prada 2           | The Devil Wears Prada 2           | Кристиан Томпсон       |

### Режиссёр
| Год       | Русское название | Оригинальное название | Примечания                                                |
| --------- | ---------------- | --------------------- | --------------------------------------------------------- |
| 2001—2003 | Защитник         | The Guardian          | Был режиссёром одного эпизода                             |
| 2008—2015 | Менталист        | The Mentalist         | Был режиссёром пяти эпизодов, продюсер начиная с 5 сезона |
| 2017      | Дыхание          | Breath                | Режиссёр                                                  |

### Сценарист
| Год  | Русское название | Оригинальное название | Примечания |
| ---- | ---------------- | --------------------- | ---------- |
| 2017 | Дыхание          | Breath                | Сценарист  |

## Награды и номинации
- Награждён:
  - 1993 — Logie Awards — «Лучший новый актёр» — телесериал E Street
  - 2002 — Family Television Awards — «Лучший актёр» — телесериал «Защитник»
  - 2009 — «Выбор народа» — «Лучший актёрский состав» — телесериал «Менталист» (1 сезон)
  - 2018 — AACTA Awards — Лучший актёр второго плана — «Дыхание»

- Номинирован:
  - 2000 — Australian Film Institute Awards — «Лучшее исполнение мужской главной роли в мини-сериале» — телесериал Secret Men’s Business
  - 2002 — «Золотой глобус» — «Лучшее исполнение мужской главной роли в драматическом телесериале» — телесериал «Защитник»
  - 2004 — Logie Awards — «Самый популярный иностранный актёр»
  - 2005 — Prism Awards — «Лучший актёр драматического телесериала» — телесериал «Защитник»
  - 2009 — «Эмми» — «Лучший актёр драматического сериала» — телесериал «Менталист» (1 сезон)
  - 2009 — «Золотой глобус» — «Лучшее исполнение мужской главной роли в драматическом телесериале» — телесериал «Менталист» (2 сезон)
  - 2010 — «Премия Гильдии киноактёров США» — «Лучшее исполнение мужской главной роли в драматическом телесериале» — телесериал «Менталист» (2 сезон)
  - 2018 — AACTA Awards — Лучший актёр второго плана — «Дыхание»